# Base Orcadas

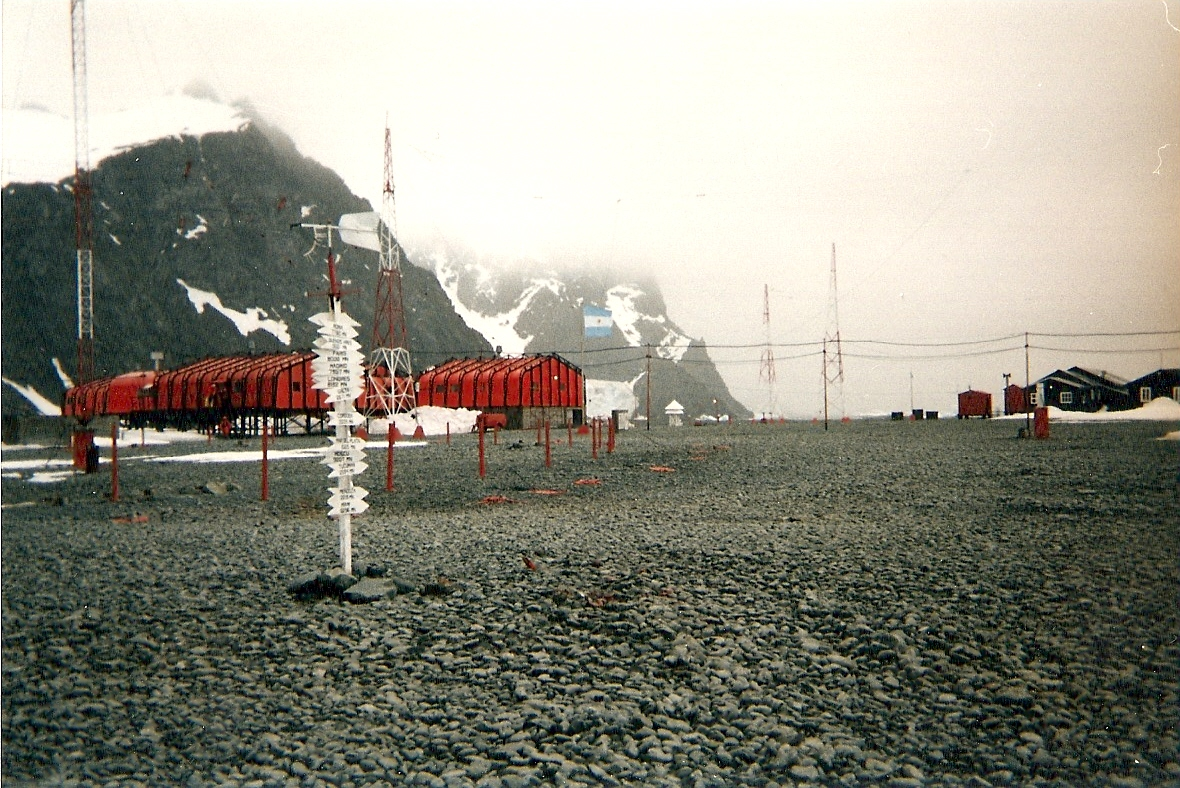
La base argentina Orcadas, la población estable humana más antigua en la Antártida (desde 1904) fotografiada en 1996.

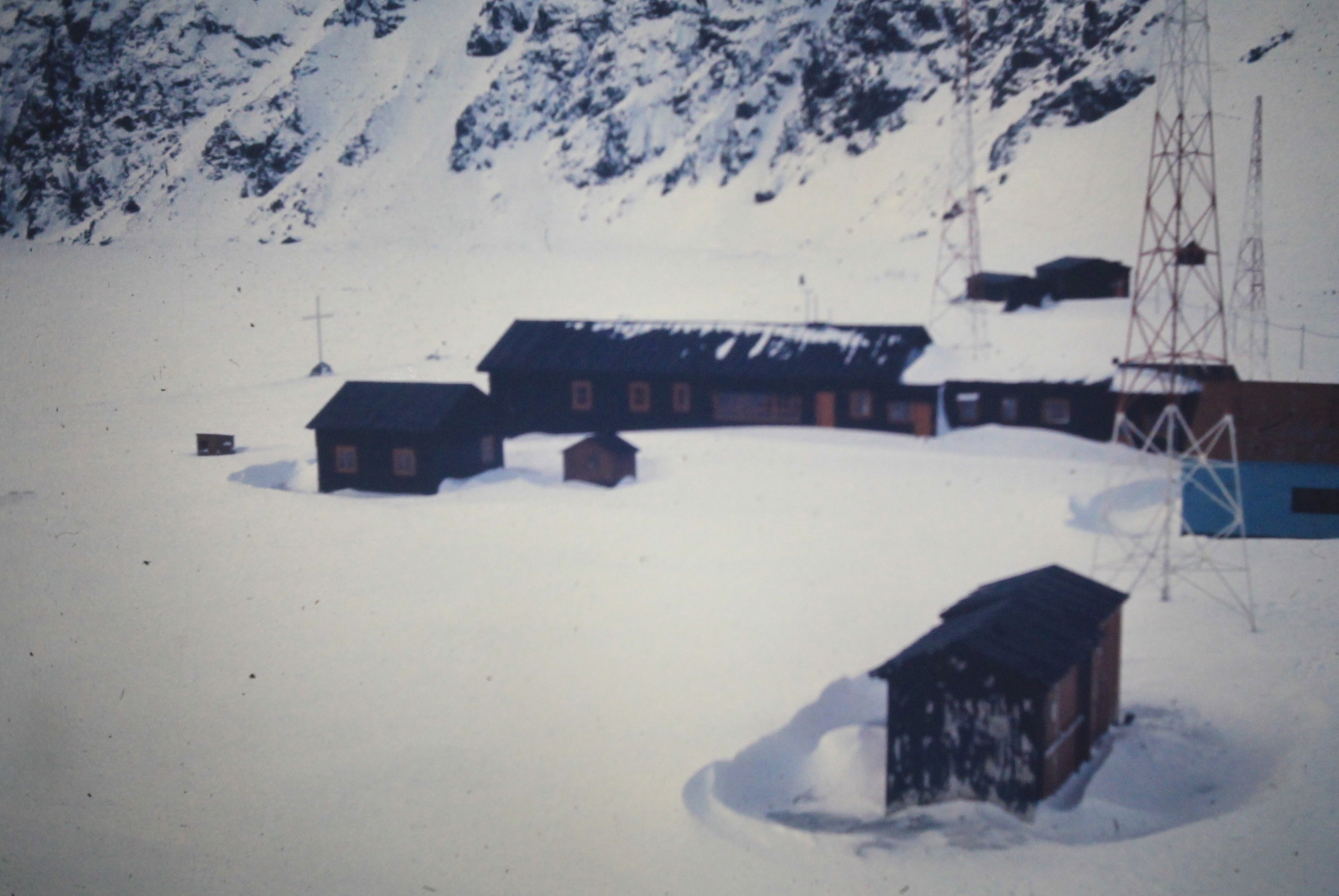
La estación en la década de 1970.

La Base Antártica Orcadas es una estación científica de la República Argentina ubicada en la isla Laurie de las islas Orcadas del Sur en la Antártida. Es la más antigua de las bases antárticas todavía en funcionamiento y opera todo el año a través de la Armada Argentina. Se llamó Destacamento Naval Orcadas hasta que en la década de 1990 su nombre fue modificado a Base Antártica Orcadas. Se encuentra a 1501 km al sudeste de la ciudad de Ushuaia, capital de la provincia de Tierra del Fuego Antártida e Islas del Atlántico Sur, a la que pertenece la Antártida Argentina. Las actividades científicas en la base están reunidas en el LABORC (Laboratorio Antártico Mutidisciplinario en Base Orcadas).

## Historia
La Expedición Antártica Nacional Escocesa encabezada por William Speirs Bruce navegó al mar Antártico en el buque Scotia a partir de principios de 1903. Al recorrer las costas de las Orcadas del Sur, el barco quedó aprisionado por los hielos en la isla Laurie, donde se levantó el 1 de abril una precaria vivienda para invernar y realizar diversos trabajos científicos, la Omond House. 
Al zafar el barco de su difícil situación, en el mes de diciembre, navegó hasta Buenos Aires para reaprovisionarse; como Bruce deseaba que tuvieran continuidad los estudios que había comenzado, ofreció en venta al gobierno argentino las instalaciones de Omond House, el depósito de instrumental y los aparatos de observación, fijando el precio en 5000 pesos moneda nacional, e incluyendo conducir al personal para atenderlos. En la negociación participó el gobierno británico, representado por el embajador en Buenos Aires William Haggard, quien hizo por nota la invitación al gobierno argentino el 29 de diciembre de 1903, y luego prestó su conformidad a lo acordado. El presidente Julio Argentino Roca, por decreto n.º 3073 del 2 de enero de 1904, aceptó el ofrecimiento de las instalaciones y autorizó a la Oficina Meteorológica Argentina (dependiente del Ministerio de Agricultura) para mantener la estación. 

Buenos Aires, enero 2 de 1904

En vista de la nota del jefe de la Oficina Meteorológica Argentina y de los demás antecedentes y documentos relativos al establecimiento de nuevas estaciones meteorológicas y magnéticas en los mares del Sur de la República, y CONSIDERANDO:

Que es de alta conveniencia científica y práctica extender a dichas regiones las observaciones que se hacen en la isla de Año Nuevo y en el Sur de la República,

El Presidente de la Nación Argentina, decreta:

Artículo 1º - Autorizase al Jefe de la Oficina Meteorológica Argentina para recibir la instalación ofrecida por el señor William S. Bruce en las islas Orcadas del Sur, y establecer un nuevo observatorio meteorológico y magnético en las mismas.

Artículo 2º - El personal se compondrá de los empleados que el Ministerio de Agricultura designe y de los que posteriormente puede suministrar el Ministerio de Marina.

Artículo 3º - Anualmente serán reemplazados dichos empleados por los que se designe para relevarlos y que conducirá un buque de la Armada.

Artículo 4º - La asignación de sueldo y viático para los que no lo tengan determinado por el Presupuesto, así como los demás gastos requeridos, serán determinados por el Ministerio de Agricultura e imputados al ítem correspondiente del Presupuesto General.

Artículo 5º - Comuníquese, publíquese y dése al Registro Nacional.

Julio Argentino Roca

Wenceslao Escalante

Se dispuso enviar una comisión a recibir el observatorio meteorológico, la cual incluyó al joven argentino Hugo Alberto Acuña de la división de Ganadería, ayudante científico y encargado de estafeta postal "Orcadas del Sud", creada por resolución ministerial del 20 de enero, proveyéndoselo con una valija postal que contenía estampillas, formularios y un matasellos (el perito de límites Francisco Pascasio Moreno fue el promotor de la idea de instalar esa oficina).

Buenos Aires, Enero 20 de 1904.

Siendo conveniente la instalacion de una estafeta en el punto denominado "Orcadas del Sud" en las Regiones Antárticas.

El Director General de Correos y Telégrafos
 
Resuelve

Art. 1º Crear una estafeta en el referido punto, nombrando para atenderla ad honorem al ciudadano Hugo A. Acuña, la que dependerá del 24 Distrito "Río Gallegos".

Art. 2º La Sección Correos impartirá las órdenes oportunas y la Administrativa, la proveerá de los útiles indispensables.

Art. 3º Comuníquese...

Los otros integrantes de la comisión fueron el alemán Edgard C. Szmula, empleado de la oficina Meteorología Argentina y el uruguayo Luciano H. Valette, de la oficina de Zoología del Ministerio de Agricultura. Todos quedaron bajo las órdenes del escocés Robert C. Mossman, quien permaneció en el observatorio junto con el cocinero Williams Smith, ambos miembros de la expedición escocesa.
El Scotia zarpó del Puerto de Buenos Aires el 21 de enero de 1904 y arribó a la isla Laurie el 14 de febrero. Bruce entregó al gobierno argentino las instalaciones el 22 de febrero de 1904,[cita requerida] desde entonces el Observatorio Meteorológico y Magnético de las Orcadas del Sud ha estado en operación permanente. 
El diario La Prensa de Buenos Aires publicó el 16 de junio de 1904 una nota de su corresponsal en el viaje del Scotia a las Orcadas del Sur llevando la comisión, con las novedades producidas durante el mismo, de la cual se extrae el párrafo:

(...) Febrero 21. Hoy se arrió el pabellón inglés, izándose en su lugar el argentino. En seguida se procedió a la entrega formal de la isla y del Observatorio a la comisión argentina. Por la noche se festejó el acontecimiento brindando a la salud de los pueblos argentino e inglés. Luego hubo música, cantándose los himnos, inglés y argentino por las respectivas comisiones. Finalmente se brindó a la salud de los presentes y se cantó "Old land sing" del poeta escocés Roble Burns.

La fecha de transferencia y el cambio de bandera, está también registrada con la noticia enviada por Hugo A. Acuña al diario "La Nación" de Buenos Aires, 9 de julio de 1904, como también en su propio diario personal:

(...) El Dr. Bruce nos hace entrega de la isla y observatorio y casa magnética (...) Retribuimos al Dr. Bruce sus sentidas palabras cantando todos el himno argentino e inglés y con prolongados aplausos se iza nuestra bandera, arriándose en seguida la inglesa. ¡Que momentos tan agradables. Ya tenemos el pabellón azul y blanco. Ya estamos en nuestra propia casa.

La comisión escocesa saliente, que trabajaba en la estación, debido a la escasez de espacio en la choza de piedra y techo de lona embreada, desde el 20 de febrero, había subido con sus pertenencias a bordo del Scotia y solamente quedó la comisión argentina, con todos sus equipos y provisiones.
El 23 de agosto de 1906, el embajador británico Haggard expresó por nota al canciller argentino, Manuel Augusto Montes de Oca, que las Orcadas del Sur eran británicas y que la cesión de las instalaciones era transitoria.
El 7 de diciembre de 1906, mediante un decreto del presidente José Figueroa Alcorta, se nombraron comisarios para las islas Orcadas del Sur bajo la dependencia de la Gobernación de Tierra del Fuego: 

Existiendo en los territorios australes de la República, diversos establecimientos nacionales como el Observatorio Meteorológico Magnético de las Orcadas y siendo conveniente la creación de otros, y para proveer a su mejor administración;

El Presidente de la República DECRETA:

Art. 1°-Nómbrase comisario, en la región en donde se halla el observatorio de las Orcadas, y en las islas de su archipiélago, el señor Rankin Angus.

Art. 2° - Nómbrase comisario de la isla Wandel y de las islas y tierras inmediatas al señor Guillermo Bee.

Art. 3° - Ambas comisarías continuarán dependiendo de la Gobernación de Tierra del Fuego.

Art. 4° - Comuníquese, publíquese y dése al Registro Nacional.

El 30 de marzo de 1927 el suboficial de la Marina Emilio Baldoni logró comunicarse con Ushuaia, inaugurando la Estación Radiotelegráfica Orcadas (LRT), primera en la Antártida. Hasta entonces el personal permanecía incomunicado con el resto del mundo durante un año hasta la llegada de sus remplazantes.
La primera misa de la Iglesia católica celebrada en la Antártida fue oficiada por el jesuita Felipe Lérida el 20 de febrero de 1946 en la capilla Stella Maris el Observatorio Orcadas del Sud, quien erigió una cruz de 8 metros y lo comunicó al papa telegráficamente:

Santísimo Padre Pío XII - Ciudad Vaticano. Celebrada primera misa, erigida Cruz, establecido culto Virgen María, Continente Antártico, Islas Orcadas, República Argentina. Solicita bendición Padre Lérida, Jesuita, Buenos Aires.

El observatorio dependió de la Dirección de Asuntos Técnicos del Ministerio de Agricultura hasta que el 3 de marzo de 1951 la Armada Argentina se hizo cargo de él relevando a la dotación con personal naval. A causa de diferencias de presupuesto entre los ministerios, el traspaso formal al Ministerio de Marina recién se produjo el 23 de diciembre de 1952 por decreto N.º 13714. Pasó a depender del Servicio de Hidrografía Naval de la Armada Argentina como Destacamento Naval Orcadas.

## Ubicación

Isla Laurie con la Base Orcadas.

Se encuentra ubicada en las coordenadas 60°44′20″S 44°44′17″O / -60.73889, -44.73806, a una altitud de 4 m s. n. m. y a 170 m de la costa. La estación antártica más cercana es la Base Signy, del Reino Unido, a 51 km en la isla Signy. Hasta el establecimiento de la Base Signy, Orcadas fue la única base en las islas por unos 40 años. 
Alberga un máximo de 45 personas en verano y un promedio de 14 personas en invierno. Un ingeniero alemán nacionalizado argentino, fue jefe de la expedición antártica en el año 1913-1914 realizando trabajos de investigaciones meteorológicas, yendo en el vapor Harpon y regresando embarcado en la corbeta ARA Uruguay.

## Clima

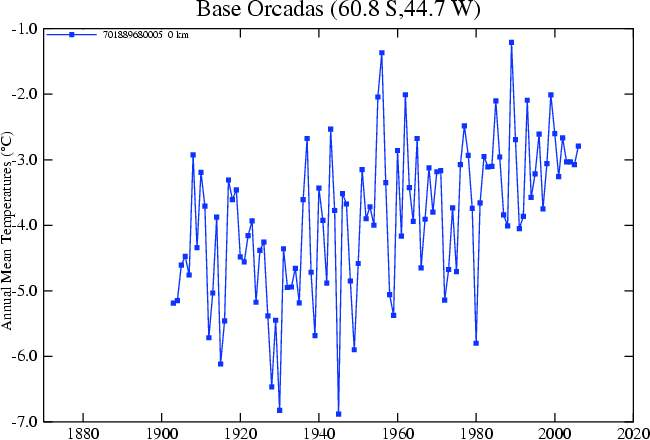
Temperaturas promedio del aire en casilla meteo, de 1901 a 2007; en NASA.

Según la clasificación climática de Köppen, la estación entra en el clima de tundra, muy próximo al límite con el clima polar.
Registros meteorológicos
- Temperatura máxima histórica: +15,2 °C
- Temperatura mínima histórica: -44,0 °C
- Humedad relativa promedio: 86 %
- Velocidad promedio del viento: 4,6 m/s
- Presión atmosférica promedio: 992 hPa

Temperaturas medias
- Mes más cálido (febrero): 1,3 °C
- Mes más frío (julio): -8,9 °C
- Anual: -4,2 °C

Precipitaciones medias
- Mes con mayores precipitaciones (marzo): 59,4 mm
- Mes con menores precipitaciones (diciembre): 33,8 mm
- Precipitación anual: 485,8 mm
- Días con nevadas por año: 227
- Días con cielo claro por año: 10 (aprox.)

| Parámetros climáticos promedio de Base Orcadas · (1903-1950 normales, extremas 1903-1950 y 1961-1990) | Parámetros climáticos promedio de Base Orcadas · (1903-1950 normales, extremas 1903-1950 y 1961-1990) | Parámetros climáticos promedio de Base Orcadas · (1903-1950 normales, extremas 1903-1950 y 1961-1990) | Parámetros climáticos promedio de Base Orcadas · (1903-1950 normales, extremas 1903-1950 y 1961-1990) | Parámetros climáticos promedio de Base Orcadas · (1903-1950 normales, extremas 1903-1950 y 1961-1990) | Parámetros climáticos promedio de Base Orcadas · (1903-1950 normales, extremas 1903-1950 y 1961-1990) | Parámetros climáticos promedio de Base Orcadas · (1903-1950 normales, extremas 1903-1950 y 1961-1990) | Parámetros climáticos promedio de Base Orcadas · (1903-1950 normales, extremas 1903-1950 y 1961-1990) | Parámetros climáticos promedio de Base Orcadas · (1903-1950 normales, extremas 1903-1950 y 1961-1990) | Parámetros climáticos promedio de Base Orcadas · (1903-1950 normales, extremas 1903-1950 y 1961-1990) | Parámetros climáticos promedio de Base Orcadas · (1903-1950 normales, extremas 1903-1950 y 1961-1990) | Parámetros climáticos promedio de Base Orcadas · (1903-1950 normales, extremas 1903-1950 y 1961-1990) | Parámetros climáticos promedio de Base Orcadas · (1903-1950 normales, extremas 1903-1950 y 1961-1990) | Parámetros climáticos promedio de Base Orcadas · (1903-1950 normales, extremas 1903-1950 y 1961-1990) |
| Mes                                                                                                   | Ene.                                                                                                  | Feb.                                                                                                  | Mar.                                                                                                  | Abr.                                                                                                  | May.                                                                                                  | Jun.                                                                                                  | Jul.                                                                                                  | Ago.                                                                                                  | Sep.                                                                                                  | Oct.                                                                                                  | Nov.                                                                                                  | Dic.                                                                                                  | Anual                                                                                                 |
| --- | --- | --- | --- | --- | --- | --- | --- | --- | --- | --- | --- | --- | --- |
| Temp. máx. abs. (°C)                                                                                  | 12.2                                                                                                  | 9.0                                                                                                   | 10.8                                                                                                  | 7.6                                                                                                   | 9.2                                                                                                   | 6.8                                                                                                   | 7.8                                                                                                   | 8.2                                                                                                   | 6.8                                                                                                   | 9.3                                                                                                   | 8.8                                                                                                   | 15.2                                                                                                  | 15.2                                                                                                  |
| Temp. máx. media (°C)                                                                                 | 1.8                                                                                                   | 1.9                                                                                                   | 1.4                                                                                                   | -0.8                                                                                                  | -3.6                                                                                                  | -6.3                                                                                                  | -6.4                                                                                                  | -5.8                                                                                                  | -3.4                                                                                                  | -1.0                                                                                                  | -0.2                                                                                                  | 1.0                                                                                                   | -1.8                                                                                                  |
| Temp. media (°C)                                                                                      | 0.1                                                                                                   | 0.2                                                                                                   | -0.6                                                                                                  | -3.3                                                                                                  | -7.1                                                                                                  | -10.4                                                                                                 | -10.9                                                                                                 | -10.2                                                                                                 | -6.9                                                                                                  | -3.9                                                                                                  | -2.3                                                                                                  | -0.8                                                                                                  | -4.6                                                                                                  |
| Temp. mín. media (°C)                                                                                 | -1.4                                                                                                  | -1.4                                                                                                  | -2.6                                                                                                  | -6.0                                                                                                  | -10.7                                                                                                 | -14.8                                                                                                 | -15.7                                                                                                 | -15.0                                                                                                 | -11.2                                                                                                 | -7.0                                                                                                  | -4.4                                                                                                  | -2.4                                                                                                  | -7.7                                                                                                  |
| Temp. mín. abs. (°C)                                                                                  | -7.0                                                                                                  | -9.8                                                                                                  | -15.1                                                                                                 | -31.5                                                                                                 | -31.9                                                                                                 | -39.8                                                                                                 | -36.9                                                                                                 | -44.0                                                                                                 | -32.6                                                                                                 | -31.2                                                                                                 | -20.4                                                                                                 | -13.2                                                                                                 | -44.0                                                                                                 |
| Precipitación total (mm)                                                                              | 35.2                                                                                                  | 39.1                                                                                                  | 47.9                                                                                                  | 41.4                                                                                                  | 31.6                                                                                                  | 26.0                                                                                                  | 31.7                                                                                                  | 31.8                                                                                                  | 28.7                                                                                                  | 29.0                                                                                                  | 32.2                                                                                                  | 26.5                                                                                                  | 398.4                                                                                                 |
| Días de precipitaciones (≥ 0.3 mm)                                                                    | 14.2                                                                                                  | 14.5                                                                                                  | 16.4                                                                                                  | 17.4                                                                                                  | 16.0                                                                                                  | 14.8                                                                                                  | 15.2                                                                                                  | 16.0                                                                                                  | 14.9                                                                                                  | 15.3                                                                                                  | 15.3                                                                                                  | 12.8                                                                                                  | 182.6                                                                                                 |
| Días de nevadas (≥ 1 mm)                                                                              | 20.0                                                                                                  | 17.7                                                                                                  | 19.9                                                                                                  | 23.1                                                                                                  | 22.9                                                                                                  | 22.2                                                                                                  | 22.7                                                                                                  | 22.7                                                                                                  | 23.3                                                                                                  | 24.3                                                                                                  | 23.0                                                                                                  | 20.6                                                                                                  | 262.4                                                                                                 |
| Horas de sol                                                                                          | 47.6                                                                                                  | 38.3                                                                                                  | 34.0                                                                                                  | 25.2                                                                                                  | 16.9                                                                                                  | 9.7                                                                                                   | 18.3                                                                                                  | 44.1                                                                                                  | 65.8                                                                                                  | 69.1                                                                                                  | 54.8                                                                                                  | 62.7                                                                                                  | 483.0                                                                                                 |
| Humedad relativa (%)                                                                                  | 85 | 86 | 86 | 86 | 85 | 85 | 83 | 84 | 84 | 86 | 86 | 86 | 86 |
| Fuente: NOAA                                                                                          | | | | | | | | | | | | | |

## Actividad científica
En la base se realizan investigaciones sobre glaciología continental y marina, sismología y observaciones meteorológicas (sin interrupción desde 1903)

## Infraestructura
La base ocupa un área total de 4800 m², con 11 edificios que poseen una superficie combinada de 2101 m², de los cuales 423 m² se destinan a vivienda. Está equipada con cuatro generadores eléctricos alimentados a GOA: gasoil antártico (aditivos anticongelantes); la capacidad total de generación es de 280 kW, y se consumen anualmente 192.000 litros de combustible. El consumo anual de agua es de 1 080 000 litros, se abastece por fusión de hielo. Dispone de una pequeña facilidad sanitaria, con médico permanente y cuatro camas. Las instalaciones son: casa principal, casa de emergencia, capilla, casa Museo Moneta, Omond House, laboratorio de biología, estación sismográfica, casa Pampa (radio EGA), usina N.º 1, usina N.º 2, casa variómetro, depósito de lubricantes de gas y baterías, galpón N.º 1 (frigorífico - despensa), galpón N.º 2 (taller - garaje - despensa), galpón N.º 3 (ferretería - máquinas - electricidad), pañol de pintura, etc.
La infraestructura de la base cuenta con 2101 m² bajo techo, 76 m² de laboratorios científicos, área logística de 266 m² y 52 camas. Cuenta para transporte: 2 Zodiac con motor fuera de borda, 1 tractor, 1 bicicleta todo terreno y 2 motonieves.

## Sitio y Monumento Histórico
Las Cabañas en Bahía Scotia, que incluye la cabaña de piedra construida en 1903 por la expedición antártica escocesa dirigida por William S. Bruce, la cabaña meteorológica y el observatorio magnético de Argentina, construidos en 1905 y conocidos como la Casa Moneta; y un cementerio con 12 tumbas, de las que la más reciente data de 1903, fueron designados Sitio y Monumento Histórico de la Antártida n.º 42 bajo el Tratado Antártico, y conservados por la base.

## Filatelia
En 2014 el Correo Argentino emitió una estampilla conmemorando los 110 años de la Base Orcadas.